# Shrinking
Shrinking (bra: 	Falando a Real; prt: Terapia Sem Filtro) é uma série de televisão norte-americana de comédia dramática criada por Bill Lawrence, Jason Segel e Brett Goldstein. A série é estrelada por Segel interpretando um terapeuta em luto que decide se envolver drasticamente na vida de seus pacientes. Harrison Ford, Jessica Williams, Christa Miller, Michael Urie, Luke Tennie e Lukita Maxwell também fazem parte do elenco.
A série estreou em 27 de janeiro de 2023, no Apple TV+. A obra recebeu críticas positivas, com elogios por suas performances, roteiro, humor e abordagem do luto. Em março de 2023, foi renovada para uma segunda temporada, lançada em 16 de outubro de 2024. Em outubro de 2024, a Apple TV+ renovou a série para uma terceira temporada.
A primeira temporada recebeu duas indicações ao Prêmios Emmy do Primetime de 2023: Melhor Ator em Série de Comédia para Segel e Melhor Atriz Coadjuvante em Série de Comédia para Williams.

## Enredo
Um terapeuta, Jimmy Laird, lidando com uma dor severa após a morte de sua esposa, começa a quebrar barreiras éticas ao dizer a seus pacientes o que ele realmente pensa, resultando em grandes mudanças em sua vida e na vida deles.

## Elenco

### Principal
- Jason Segel como Jimmy Laird, um terapeuta que trabalha no Centro de Terapia Cognitivo Comportamental e está de luto pela morte de sua esposa
- Jessica Williams como Gaby, uma terapeuta que trabalha com Jimmy no Centro de Terapia Comportamental Cognitiva
- Luke Tennie como Sean, um paciente que sofre de problemas de controle da raiva e que faz sessões terapêuticas com Jimmy
- Michael Urie como Brian, advogado e melhor amigo de Jimmy
- Lukita Maxwell como Alice, filha adolescente de Jimmy com quem ele compartilha um tenso relacionamento
- Christa Miller como Liz, vizinha de Jimmy que também ajuda a cuidar de Alice
- Harrison Ford como Dr. Paul Rhoades, um terapeuta sênior e colega de Jimmy no Centro de Terapia Comportamental Cognitiva que tem doença de Parkinson

### Recorrente
- Ted McGinley como Derek, marido de Liz
- Heidi Gardner como Grace, uma das pacientes de Jimmy
- Lilan Bowden como Tia, esposa de Jimmy e mãe de Alice, que morreu em um acidente de carro
- Kimberly Condict como Wally, um dos pacientes de Jimmy que tem transtorno obsessivo-compulsivo
- Devin Kawaoka como Charlie, noivo de Brian
- Rachel Stubington como Summer, a melhor amiga de Alice na escola
- Lily Rabe como Meg, filha de Paul
- Wendie Malick como Dra. Julie Baram, uma neurologista que trata da doença de Parkinson de Paul, com quem eventualmente começa um romance
- Tilky Jones como Donny, marido abusivo de Grace

### Convidados
- Asif Ali como Alan, um dos pacientes de Jimmy
- Miriam Flynn como Pam, a vizinha antipática de Jimmy e Liz
- Gavin Lewis como Connor, filho dos vizinhos Liz e Derek e amigo de Alice
- Neil Flynn como Raymond, um dos pacientes de Paul
- Brian Howe como Kip, pai de Brian

## Produção
Em outubro de 2021, foi anunciado que o Apple TV+ havia encomendado uma temporada de dez episódios para a série, estrelada por Jason Segel, que co-criou a obra ao lado de Brett Goldstein e Bill Lawrence.
Em abril de 2022, Harrison Ford, Jessica Williams, Christa Miller, Michael Urie, Luke Tennie e Lukita Maxwell entraram para o elenco, com James Ponsoldt se juntando à equipe de produção como diretor e produtor executivo. Conforme revelado em uma entrevista de 2023 com James Hibberd, do The Hollywood Reporter, Ford aceitou a oferta para interpretar o Dr. Paul Rhoades, apesar de mencionar anos atrás, em 2002, que ele trabalha apenas uma vez por ano, citando a pandemia de COVID-19 e seus compromissos com o papel titular do tão atrasado Indiana Jones and the Dial of Destiny como uma das razões pelas quais ele não trabalhou tanto quanto desejava e quer estava disposto a experimentar coisas novas. Similar à sua participação na série 1923, Ford aceitou o papel apesar de não haver um roteiro na época, confiando que Segel, Goldstein, Lawrence e Brian Gallivan lhe dariam um bom roteiro.
A produção começou em abril de 2022. A série foi lançada em 27 de janeiro de 2023, com os dois primeiros episódios estreando juntos e o restante sendo lançado semanalmente. No total, a primeira temporada conta com dez episódios. A música tema da série, "Frightening Fishes", foi escrita por Ben Gibbard e Tom Howe. Em março de 2023, a Apple TV+ renovou a série para uma segunda temporada.

## Episódios
| N.º | Título                 | Diretor                | Roteirista                                    | Exibição original       | Código de produção |
| --- | ---------------------- | ---------------------- | --------------------------------------------- | ----------------------- | ------------------ |
| 1   | "Coin Flip"            | James Ponsoldt         | Bill Lawrence & Jason Segel & Brett Goldstein | 27 de janeiro de 2023   | T12.17451          |
| 2   | "Fortress of Solitude" | Ry Russo-Young         | Brett Goldstein                               | 27 de janeiro de 2023   | T12.17452          |
| 3   | "Fifteen Minutes"      | Ry Russo-Young         | Brian Gallivan                                | 3 de fevereiro de 2023  | T12.17453          |
| 4   | "Potatoes"             | James Ponsoldt         | Rachna Fruchbom                               | 10 de fevereiro de 2023 | T12.17454          |
| 5   | "Woof"                 | James Ponsoldt         | Bill Posley                                   | 17 de fevereiro de 2023 | T12.17455          |
| 6   | "Imposter Syndrome"    | Randall Keenan Winston | Annie Mebane                                  | 24 de fevereiro de 2023 | T12.17456          |
| 7   | "Apology Tour"         | Randall Keenan Winston | Brett Goldstein                               | 3 de março de 2023      | T12.17457          |
| 8   | "Boop"                 | Zach Braff             | Wally Baram                                   | 10 de março de 2023     | T12.17458          |
| 9   | "Moving Forward"       | Randall Keenan Winston | Sofi Selig                                    | 17 de março de 2023     | T12.17459          |
| 7   | "Closure"              | James Ponsoldt         | Neil Goldman                                  | 24 de março de 2023     | T12.17460          |

## Recepção

### Crítica
No agregador de críticas Rotten Tomatoes, a série possui um índice aprovação de 82% com uma classificação média de 7,3/10, com base em 4B8r3B4p7yhRXuBWLqsQ546WR43cqQwrbXMDFnBi6vSJBeif8tPW85a7r7DM961Jvk4hdryZoByEp8GC8HzsqJpRN4FxGM9 sombrias do que sua abordagem séria pode traduzir, mas as reviravoltas brilhantes de Jason Segel e Harrison Ford fazem com que esses personagens valham a pena uma análise mais detalhada." No Metacritic, a série possui uma nota de 68 de 100 pontos, com base em 33 críticas.
Kristen Baldwin, do Entertainment Weekly, deu à série uma nota B+ e descreveu a produção como "uma comédia engraçada e inteligente sobre o poder - e os perigos - da honestidade radical". Richard Roeper, do Chicago Sun-Times, deu uma classificação de 3,5 de 4 estrelas, afirmando: "Você nunca sabe o que acontece nos bastidores, mas tem-se a sensação de que Ford está se divertindo muito neste programa. Temos certeza de que estamos nos divertindo muito assistindo." Escrevendo para o The Wall Street Journal, John Anderson afirmou: "O sentido geral da série é um pouco como rir em um funeral; os impulsos humanos são familiares, um pouco perversos e de alguma forma reconfortantes."